# أرمينيا في الألعاب الأولمبية
أرمينيا في الألعاب الأولمبية الألعاب الأولمبية هي من أهم الأحداث الرياضية في أرمينيا ، تقوم اللجنة الأولمبية الوطنية لأرمينيا بالإشراف في شؤون مشاركة أرمينيا في الألعاب الأولمبية، شاركت أرمينيا أول مرة في الألعاب الأولمبية في دورة 1996م في أتالانتا في الولايات المتحدة، فازت أرمينيا حتى الآن في مشوارها في الألعاب الأولمبية الصيفية بمجموع 12 ميدالية في الألعاب الأولمبية الصيفية منها 1 ميدالية ذهبية و 2 فضية و 9 برونزية، وأكثر الرياضات التي تنافس فيها المصارعة ورفع الأثقال والملاكمة.
في الألعاب الأولمبية الشتوية شاركت أرمينيا أول مرة في دورة 1994 في ليلهامر في النرويج ولم تفز حتى الآن بأي ميدالية في الألعاب الشتوية.